# Channa maculata
Channa maculata és una espècie de peix de la família dels cànnids i de l'ordre dels perciformes.

## Descripció
- Fa 20 cm de llargària màxima[4] (encara que, normalment, en fa 11)[5] i el seu cos és similar al de Channa argus però amb el cap més aviat allargat: presenta una banda fosca des de la punta del musell fins a gairebé la base de les aletes pectorals; una altra franja fosca des de l'òrbita ocular fins a l'opercle; els flancs amb dues fileres de taques grans, fosques i esteses fins al peduncle caudal; i taques en forma de dues bandes al peduncle caudal.
- El cap presenta un perfil lleugerament deprimit, amb els ulls petits i les fosses nasals poc visibles.
- Sense escates a la regió gular del cap. 41-60 escates a la línia lateral, la qual és contínua. 9 fileres d'escates entre la vora posterior de l'òrbita ocular i la vora superior de l'opercle. 11 escates transversals per sota de la línia lateral.
- 40-46 radis a l'aleta dorsal i 26-30 a l'anal.
- Aletes pectorals de color gris fosc i ventrals gris clar. Aleta caudal arrodonida. Aleta anal de color gris fosc marronós, el qual esdevé més clar a les vores. Aleta caudal de color negre marronós.
- És capaç de respirar aire,[6] la qual cosa li permet sobreviure en condicions humides fora de l'aigua durant llargs períodes.[7][8][9]

## Reproducció
És ovípar i la reproducció té lloc del maig a l'octubre (encara que l'època exacta depèn de cada regió) quan la parella reproductora basteix un niu de bombolles (circular, obert i entre 0,4-0,6 m² de superfície) i hi fa la posta (els ous suren i s'adhereixen els uns als altres). Tant el mascle com la femella custodien els alevins fins que són capaços d'alimentar-se i escapar de llurs enemics per si mateixos.

## Alimentació
És un depredador que es nodreix de crustacis, insectes, granotes i peixos. A Madagascar n'hi ha observacions d'exemplars joves endinsar-se en terra per permetre que llurs cossos fossin recoberts per formigues per a, més tard, retornar a l'aigua i empassar-se-les surant a l'aigua.

## Hàbitat i distribució geogràfica
És un peix d'aigua dolça, bentopelàgic i de clima tropical, el qual viu a Àsia: els adults viuen als fons llimosos i herbacis dels rius, estanys i llacs del sud de la Xina (com ara, Guangdong, Guangxi, Guizhou, Hainan, Hunan, Yunnan, Hong Kong i les conques dels rius Iang-Tsé i Perla), Taiwan el Vietnam (des de les províncies septentrionals fins a la província de Quảng Bình al centre del país) i les illes Filipines. Ha estat introduït al Japó (prefectures de Nara, Hiroshima, Mie, Shiga i Hyogo) (des de Taiwan l'any 1906), Madagascar (des de la Xina entre 1976-1978 i gràcies a les gestions del president Didier Ratsiraka) i els Estats Units (les illes Hawaii -des de la Xina entre 1900 i 1924- i Massachusetts). Alguns països han informat d'impactes ecològics negatius en llurs ecosistemes després de la introducció d'aquesta espècie. Així, per exemple, les poblacions d'amfibis de les terres altes de l'interior de Madagascar, especialment els capgrossos, han estat tradicionalment depredades pels anguíl·lids locals, però ara llur supervivència es troba gairebé en un atzucac degut a la pressió creixent de Channa maculata.

## Estat de conservació
A la seua àrea de distribució original, les seues principals amenaces són la sobrepesca (sobretot, durant la temporada de reproducció, ja que és quan el seu preu és més alt) i la destrucció del seu hàbitat. Així, per exemple, a la Xina el seu nombre ha minvat en els darrers 10-15 anys i, fins i tot, en algunes zones ha esdevingut una espècie escassa.

## Observacions
És inofensiu per als humans i consumit com a aliment a la Xina meridional i Taiwan.